# حسین‌آباد (کویرات)
حسین‌آباد روستایی در دهستان کویر بخش کویرات شهرستان آران و بیدگل استان اصفهان ایران است.

## جمعیت
بر پایه سرشماری عمومی نفوس و مسکن در سال ۱۳۹۵ جمعیت این روستا ۱٬۷۴۳ نفر (۵۷۱خانوار) بوده‌است.

## پیشینه
روستای حسین آباد، مشهور به حسین آباد شیبانی ، از املاک و مزارع فتح الله خان شیبانی شاعر دوره قاجار و نوه محمد حسین شیبانی حاکم قم و کاشان در دوران زند بوده است.
در حدیقةالشعرا تألیف سید احمد دیوان بیگی شیرازی آمده است: 

شیبانی کاشانی، اسمش فتح‌الله خان و اصلش از اعراب بنی‌شیبان و اختیار این تخلص از آن است. فتح‌الله خان مردی است با خط و ربط و سلیقه و هوش و علو طبع. ولادتش در سال هزار و دویست و چهل و یک و با این بنده در میزان عمر به یک پایه است. به هر حال او را در شانزده سالگی به خدمت محمد شاه مرحوم بردند. قابلش دید تربیتش نمود و صورت در زمره چاکران مخصوص سلطان عصر که در آن وقت ولایت عهد داشت برقرار شده بود. اما بعد از فتح هرات که دولت انگلیس به مخاصمت ایران برخاست و بالاخره به شرط تخلیه هرات صلح شد، بسیاری حسام‌السلطنه را ترغیب به مخالفت دولت و عدم تخلیه هرات کردند. اصرار فتح‌اللّه خان بیشتر بود؛ ولی حسام‌السلطنه تمکین نکرده، تخلیه کرد. فتح‌الله خان، به قهر این که چرا حسام‌السلطنه سخن مرا نشنود، از رکاب تخلف نمود و از بعض اولیای دولت هم متوهم و خایف بود، تا آنگاه که حسام‌السلطنه به طهران برگشت و باز اسباب مراجعتش به وطن فراهم گشته معاودت نمود و در حسین‌آباد ملک خود که آخر خاک کاشان و اول خاک نطنز است با لباس فقر برآسود؛ ولی سلطنت باطنی داشت و روزگار را به فراغت می‌گذاشت و اوقات را صرف آبادی ملک و مزارع و عمارات می‌کرد تا حسام‌السلطنه کرة بعد کرار، در هزار و دویست و هشتاد و نه به حکومت خراسان رفت. آسودگی و عیش را بگذاشت و طریق خراسان برداشت. کما فی‌السابق به دبیری خاص به علاوه حکومت شهر مشهد برقرار شد. تا آن وقت که معزول شدند. باز بر سر پیشه خود رفت و به حسین‌آباد آسوده نشست و تاکنون که سال هزار و دویست و نود و پنج است در آن محل آسوده و آرام است. 